# Borowa (gmina)
Pour les articles homonymes, voir Borowa.
Borowa [bɔˈrɔva] est une gmina rurale de la Voïvodie des Basses-Carpates et du powiat de Mielec. Elle s'étend sur 55,5 km2 et comptait 5 635 habitants en 2012. Elle se situe à environ 13 kilomètres au nord-ouest de Mielec et à 61 kilomètres au nord-ouest de Rzeszów, la capitale régionale.

## Villages
La gmina contient les villages de Borowa, Gliny Małe, Gliny Wielkie, Górki, Łysakówek, Orłów, Pławo, Sadkowa Góra, Surowa et Wola Pławska.